# TehénParádé
A TehénParádé egy nemzetközi köztéri kiállítássorozat, aminek keretében közterekre műanyag tehénszobrokat állítanak ki. A TehénParádé Magyarországon először és mindeddig utoljára 2006-ban volt, amikor 57 tehénszobrot helyeztek el Budapesten.

## Tehenek
- Magic Mirror - Varázstükör: szürke színű tehén volt, amit a Campona előtt állítottak ki.
- Boci tejivó: fehér alapon barna foltokkal ellátott tehén volt, a hátából egy fehér-piros szívószál állt ki, az Oktogonnál állították ki.
- Super kool shit:  egy graffitimintás tehén volt, a Liszt Ferenc téren volt kiállítva.
- Cowered:  is egy graffiti-mintás tehén volt, a Szent Gellért parkban volt kiállítva.
- Varázstükör: egy tehenet ábrázoló kép volt, a Petőfi Sándor utcában volt kiállítva.
- Manócsúszda: egy kék-zöld színű, manókkal telerajzolt és piros csúszdával ellátott tehén volt, a Millenárison volt kiállítva.
- Virágzó cseresznyefa: egy kék alapon cseresznyevirágokkal befestett tehén volt, a Kodály köröndön volt kiállítva.
- Cow-grill: egy grillen forgó, piros színűre befestett tehén volt, az Astoria mellett volt kiállítva.
- Versellés: egy piros-kék-zöld-sárga színű tehén volt, amin egy forgó kockából versrészleteket lehetett kirakni. A Camponában volt kiállítva.
- Mindörökké: egy piros színű tehén volt, amit lakatok helyei díszítettek. Lakatokat lehetett rárakni, a kulcsot pedig a tehénen lévő perselyszerű lyukba lehetett bedobni. A Liszt Ferenc téren volt.
- Tehén szimbólumokkal: egy fehér színű tehén, amit különböző színes szimbólumok díszítettek. Az Erzsébet téren (Gödör) volt.
- Európa elrablása: egy fehér, aranyszínű tehén volt, Európa térképe díszítette. A szarván szalagok voltak egy ideig. Az Olimpiai Parkban volt kiállítva.
- Taotehén: egy kétfejű tehén volt. A teste és az egyik feje fekete volt, a másik feje és az oldalán lévő folt fehér. A Móricz Zsigmond körtéren, majd a Kodály köröndön volt kiállítva.
- Bal-jobb fűrészes tehén: egy kék színű tehén volt, egyik oldalán a bal, a másik oldalán a jobb felirattal. Hátából egy szürke fűrész állt ki. Az Andrássy út és a Bajcsy Zsilinszky utca sarkán volt.
- F*** the cow: egy fekete-narancssárga színű tehén volt. A Gödörben (Erzsébet tér) volt kiállítva.
- Meloncow: egy görögdinnye formájúra alkotott tehén volt, a nyakából ki volt vágva egy szelet, és így kilátszott a dinnye piros belseje. A Lánchíd pesti hídfőjénél volt kiállítva.

- Magyar Vándor: egy barna színű tehén volt, hátán lólengéshez használt eszközzel (kápa). A Hajós utcában volt.
- Knu mass: egy sárga színű tehén volt, az I love culture felirattal. Az Oktogonnál volt kiállítva.
- Blu melting Ice cream: egy kék színű tehén volt. A feje meg volt olvasztva, a hátsójából egy jégkrém pálcikája állt ki, tehát egy olvadó jégkrémet ábrázolt. A Vörösmarty téren volt kiállítva.
- Zebra-csíkos tehén: fekete-fehér zebracsíkos tehén volt, a Millenáris Parkban, majd a Szépművészeti Múzeumnál volt kiállítva.
- Segíts: egy rózsaszínű tehén volt, fehér felhőkkel, és egy magyar bank címerével. Belsejében persely volt, ide pénzt lehetett dobálni. A Millenáris parkban, majd az Árkádban volt kiállítva.
- Az első lépés a legnehezebb: egy fehér alapon barna foltos tehén volt, a Ferenciek tere mellett volt kiállítva. Két hátsó lába rövid volt, helyette kerekei voltak, rajta pedig megtalálhattuk a mozgássérültek jelvényét.
- Chow-cow: egy labdarúgópálya-mintás tehén volt, hátán egy csocsó-asztallal. A Szimpla kertben volt kiállítva.
- Rubicow: egy elforgatott Rubik-kocka formájú tehén volt. Négy kockából álltak ki a lába, feje fehér volt. A Kálvin téren volt kiállítva. Súlyosan megrongálták.
- Malevics és Koncz a szarvasmarhában: egy virágmintás, fekete-fehér-kék-piros-narancssárga színű tehén volt. Az Andrássy úton volt kiállítva.

## A kiállítás után
A teheneket a kiállítás végén összegyűjtötték a Millenárison és egy helyen állították ki őket. Ezek után pedig egy részüket jótékony célokra elárverezték.